# Parque nacional de Pelota Saturnino Bengoa
El Parque Nacional de Pelota Saturnino Bengoa está localizado en la ciudad de San Salvador, El Salvador. El escenario fue inaugurado el 11 de mayo de 1957 con un encuentro entre las novenas representativas de El Salvador y Guatemala. Es considerado uno de los mejores estadios para la práctica del béisbol en Centroamérica. Asimismo, la Liga Nacional de Béisbol local desarrolla su campeonato bajo la organización de la Federación Salvadoreña de Béisbol.